# 萨吉王朝
萨吉王朝（波斯語：ساجیان），是一个伊朗人的穆斯林王朝，统治时间为889-890年至929年。萨吉王朝统治阿塞拜疆和大亚美尼亚的部分地区，首都最初位于马拉盖和巴尔达，之后迁往阿尔达比勒。萨吉王朝起源于中亚的乌斯鲁萨纳省，是伊朗人（粟特人）的后裔。穆罕默德·伊本·阿比·萨吉（Muhammad ibn Abi'l-Saj Diwdad）于889或890年被任命为阿塞拜疆的埃米尔，是该地区的第一位萨吉统治者。穆罕默德的父亲阿布·萨吉·德夫达德曾在乌斯鲁萨纳王子海达尔·伊本·卡乌斯·阿夫申的领导下在阿塞拜疆对叛军巴巴克·胡拉姆丁的最后战役中作战，后来还为阿拔斯王朝的哈里发服务。9世纪末，随着阿拔斯王朝哈里发中央权力的削弱，穆罕默德得以建立一个几乎独立的国家。萨吉王朝的大部分精力都花在了试图控制邻国亚美尼亚上。929年，随着阿布·穆萨菲尔·法特（Abu'l-Musafir al-Fath）的去世，萨吉王朝灭亡。

## 历史
九世纪末（898-900）铸造了以穆罕默德·伊本·阿布·萨吉的名字命名的硬币。穆罕默德·伊本·阿布·萨吉成功地将南高加索的大部分地区纳入了萨吉王朝的统治。 萨吉王朝的第一个首都是马拉盖，虽然他们通常居住在巴尔达。
901年，优素福·伊本·阿比·萨吉上台，他拆除了马拉盖的城墙，并迁都至阿尔达比勒。萨吉王朝的东部边界延伸到里海沿岸，西部边界延伸到阿尼和达比勒（Dvin）。优素福·伊本·阿比·萨吉与哈里发的关系并不好。908年，哈里发派军队攻打优素福，但穆格台菲中途暴毙，他的继任者穆克塔迪尔继续调动大军攻打优素福·伊本·阿比·萨吉，迫使他每年进贡12万第纳尔。穆克塔迪尔的大臣阿布-哈桑·阿里·伊本·阿尔-富拉特在建立和平方面发挥了关键作用，从那时起，优素福·伊本·阿比·萨吉就把他当作自己在巴格达的靠山，并经常在他的硬币上提到他。和平使优素福·伊本·阿比·萨吉在909年获得了哈里发授予的阿塞拜疆总督职位。
在他在巴格达的保护人——阿布-哈桑·阿里·伊本·阿尔-富拉特被解雇后（912年），优素福·伊本·阿比·萨吉停止了每年向哈里发国库缴纳税款。
根据阿塞拜疆历史学家Abbasgulu aga Bakikhanov的说法，从908-909到919，萨吉王朝使希尔万沙王朝的马兹雅德王朝依附于他们。因此，在10世纪初，萨吉王朝的领土从南部的赞詹到北部的杰尔宾特、从东部的里海到西部的阿尼和达比尔市，囊括了现代阿塞拜疆的大部分领土。
在优素福·伊本·阿比·萨吉（Yusuf ibn Abi'l-Saj）统治期间，罗斯入侵者于913-914年从北方经由伏尔加河袭击了萨吉领土。优素福·伊本·阿比·萨吉修复了杰尔宾特城墙，以加强该地区的北部边界。他还重建了海里的倒塌城墙。
914年，优素福·伊本·阿比·萨吉组织了一场针对格鲁吉亚的战役。第比利斯被选为军事行动的中心。他首先占领卡赫蒂，然后攻占了乌雅尔马和博乔尔马的堡垒，在占领了几个地区后撤军。
优素福·伊本·阿布·萨吉（Yusuf ibn Abu Saj）去世后，萨吉王朝的最后一位统治者阿布·穆萨菲尔·法特在阿尔达比勒被他的一名奴隶毒死，这不仅结束了萨吉王朝的统治，也最终使萨拉里王朝于941年获得了阿塞拜疆。

## 年表
- 穆罕默德·伊本·阿比勒-萨吉（889-901）
- 德夫达·伊本·穆罕默德（901）
- 优素福·伊本·阿比·萨吉（901-919）
  - 苏布克（919-922）（优素福·伊本·阿比·萨吉的古拉姆，萨吉王朝的临时看护人）
- 优素福·伊本·阿比·萨吉（922-928）
- 阿布·穆萨菲尔·法特（928-929）

## 笔记
1. ↑  "For nearly forty years, until the killing of Fatḥ b. Moḥammad b. Abi’l-Sāj in 317/929, members of the family ruled Azerbaijan and Armenia first from Marāḡa and Barḏaʿa and then from Ardabīl. They reduced refractory Armenian princes to submission, but themselves sporadically withheld allegiance to Baghdad and suspended the payment of tribute; after the end of the Sajids, direct caliphal control was never restored in northwestern Iran."[1]
2. ↑  "In ca. 279/892 the caliph Moʿtażed appointed one of his generals, Moḥammad b. Abi’l-Sāj, an Iranian from Central Asia, as governor of Azerbaijan and Armenia, and the family of the Sajids"[1]

## 书籍
- Madelung, W. . Frye, Richard N.  (编). . Cambridge: Cambridge University Press. 1975: 198–249. ISBN 0-521-20093-8.0-521-20093-8
- Clifford Edmund Bosworth, The New Islamic Dynasties: A Chronological and Genealogical Manual, Columbia University, 1996.
- V. Minorsky, Studies in Caucasian history, Cambridge University Press, 1957.